# Maskspel (projekt)
Maskspel var ett mystiskt projekt inom undergroundkultur som gick av stapeln i Stockholm 2007-2009. Ulf Staflund ordnade stadsvandringar där deltagarna hade med sig MP3-spelare med en guideröst - samt en instruktionsbok - som gav instruktioner för hur vandrarna skulle ta sig fram och leta efter de olika maskerna. Namnet kommer av engelsk renässansteater.

## Multimediakonst
Maskspel startades samtidigt som - och delvis i anslutning till - den interaktiva TV-produktionen Sanningen om Marika, och därav förstärkte projekten varandra. 
Förutom ett ljudspår om maskerna, med rikligt med sånger, gav Ulf Staflund även ut en roman i anslutning till Maskspel; Karnevalens tid 2007. Karnevalens tid är en fiktiv berättelse om ett folk "bortom staden", där verkligheten rämnar. Boken fungerade som inbjudan till Maskspel då den (enligt verklighetsspel.se) handlar om maskerna. Boken beskriver en subversiv handling som anknyter till lajv, till stilen är den surrealistisk. Begreppet Karnevalens tid användes året innan i en B-uppsats på Stockholms universitet.
Förutom traditionell kultur; musik, fotografier, teckningar, målningar, poesi, övriga texter, stadsvandringar och bok, var Maskspel även ett verklighetsspel. Det var i stort ett klassiskt multimediaprojekt. Dessutom interaktivt.